# Denticeps clupeoides
Denticeps clupeoides – gatunek niedużej (maksymalnie do 15 cm długości) słodkowodnej ryby śledziokształtnej z rodziny kolcobródkowatych (Denticipitidae), jej jedyny współcześnie żyjący przedstawiciel. Występuje w nadmorskich rzekach Nigerii i Kamerunu. Poławiany w celach konsumpcyjnych.